# Short n' Sweet
Short n' Sweet je šesté studiové album americké zpěvačky Sabriny Carpenter. Bylo vydáno 23. srpna 2024 u Island Records. Primárně popové album s vlivy country, folku, disca, rocku a R&B, produkovali Julian Bunetta, John Ryan, Ian Kirkpatrick a Jack Antonoff. Album zkoumá Carpenterin milostný život a její pohledy na vztahy ve 20. letech 21. století. Jeho název odkazuje na emocionální dopad jejích nejkratších romantických vztahů, stejně jako na její nízkou postavu a krátkou dobu trvání alba.

## Pozadí tvorby
V roce 2022 vydala Sabrina Carpenter své páté studiové album Emails I Can't Send po podepsání smlouvy s Island Records. Album zaznamenalo mírný komerční úspěch díky singlu „Feather“, který se umístil na vrcholu amerického žebříčku Pop Airplay a na 26. místě na žebříčku Billboard Hot 100. K propagaci alba se vydala na turné Emails I Can't Send Tour, které začalo 29. září 2022.
V únoru 2024, když hovořila s Mayou Hawkeovou v rozhovoru pro Interview, Carpenter vyjádřila své nadšení z možností tvořit novou hudbu a řekla, že hodlá prozkoumávat více žánrů, stejně jako to udělala u svého posledního alba. Následující měsíc v rozhovoru pro Cosmopolitan potvrdila, že pracuje na dalším albu. V srpnovém rozhovoru pro Variety Carpenter album popsala jako „sexy starší sestru“ alba Emails I Can't Send a řekla, že by ho „považovala za své druhé album nad kterým měla plnou tvůrčí kontrolu“.

## Vydání
Před jakýmkoli oficiálním oznámením byly po celém New Yorku umístěny billboardy s tweety mluvícími o výšce Carpenter. Na sociálních sítích zveřejnila video, ve kterém naznačila že plánuje vydat novou hudbu. 3. června 2024 Carpenter potvrdila vydání alba Short n' Sweet a odhalila jeho obal. Seznam skladeb byl odhalen 9. července 2024. Album vyšlo 23. srpna 2024. Některé limitované edice alba Short n' Sweet obsahovaly exkluzivní bonusovou skladbu „Needless to Say“. Další limitovaná edice alba ke stažení s názvem Short n' Sweet(er), vydaná 29. srpna 2024, obsahovala jinou exkluzivní bonusovou skladbu „Busy Woman“, kterou Carpenter napsala krátce po dokončení alba a rozhodla se ji vydat jako „poděkování“ svým fanouškům.

## Ocenění
| Cena                            | Rok  | Kategorie                                       | Výsledek  | Reference |
| ------------------------------- | ---- | ----------------------------------------------- | --------- | --------- |
| Cena Grammy                     | 2025 | Album roku                                      | nominace  | [ 14 ]    |
| Cena Grammy                     | 2025 | Nejlepší popové vokální album                   | vítězství | [ 14 ]    |
| Cena Grammy                     | 2025 | Nejlepší technicky zpracované album, neklasické | nominace  | [ 14 ]    |
| American Music Award            | 2025 | Album roku                                      | nominace  | [ 15 ]    |
| American Music Award            | 2025 | Nejoblíbenější popové album                     | nominace  | [ 15 ]    |
| Nickelodeon Kids' Choice Awards | 2025 | Nejoblíbenější album                            | vítězství | [ 16 ]    |

## Seznam skladeb
| Pořadí         | Název                | Délka |
| -------------- | -------------------- | ----- |
| 1.             | Taste                | 2:37  |
| 2.             | Please Please Please | 3:06  |
| 3.             | Good Graces          | 3:05  |
| 4.             | Sharpest Tool        | 3:38  |
| 5.             | Coincidence          | 2:24  |
| 6.             | Bed Chem             | 2:51  |
| 7.             | Espresso             | 2:55  |
| 8.             | Dumb & Poetic        | 2:13  |
| 9.             | Slim Pickins         | 2:32  |
| 10.            | Juno                 | 3:43  |
| 11.            | Lie to Girls         | 3:22  |
| 12.            | Don't Smile          | 3:26  |
| Celková délka: | Celková délka:       | 36:15 |

## Obsazení
- Sabrina Carpenter – vokály
- John Ryan – baskytara, bicí, kytara, klávesy, perkuse, programování, doprovodné vokály
- Julian Bunetta – baskytara, bicí, kytara, klávesy, perkuse, programování
- Ian Kirkpatrick – baskytara, kytara, klávesy, perkuse, programování, doprovodný zpěv, bicí
- Jack Antonoff – programování, akustická kytara, bicí, perkuse, elektrická kytara, syntezátor, baskytara, Mellotron, varhany, 12strunná akustická kytara, sitár, elektrické piano Wurlitzer
- Aaron Sterling – bicí
- Sean Hutchinson – perkuse, bicí
- Evan Smith – flétna
- Bobby Hawk – housle
- Rob Moose – smyčce
- Francisco Ojeda – kontrabas
- Mikey Freedom Hart – slide kytara
- Amy Allen – doprovodné vokály
- Julia Michaels – doprovodné vokály
- Steph Jones – doprovodné vokály

## Hudební příčky
| Žebříček (2024–2025)                 | Nejvyšší umístění |
| ------------------------------------ | ----------------- |
| Argentina (CAPIF)                    | 1                 |
| Austrálie (ARIA Charts)              | 1                 |
| Belgie (Ultratop Flanders)           | 1                 |
| Belgie (Ultratop Wallonia)           | 1                 |
| Česko (ČNS IFPI)                     | 1                 |
| Dánsko (Hitlisten)                   | 1                 |
| Finsko (Suomen virallinen lista)     | 1                 |
| Francie (SNEP)                       | 1                 |
| Chorvatsko (Top of the Shops)        | 2                 |
| Itálie (FIMI)                        | 9                 |
| Irsko (OCC)                          | 1                 |
| Japonsko (Billboard Japan)           | 40                |
| Kanada (Billboard)                   | 1                 |
| Maďarsko (MAHASZ)                    | 8                 |
| Německo (Offizielle Top 100)         | 3                 |
| Nizozemsko (Album Top 100)           | 1                 |
| Norsko (VG-lista)                    | 1                 |
| Nový Zéland (RMNZ)                   | 1                 |
| Polsko (ZPAV)                        | 2                 |
| Portugalsko (AFP)                    | 1                 |
| Rakousko (Ö3 Austria Top 40)         | 1                 |
| Řecko (IFPI)                         | 2                 |
| Skotsko (Scottish Albums Chart)      | 1                 |
| Spojené království (UK Albums Chart) | 1                 |
| Španělsko (Promusicae)               | 1                 |
| Švédsko (Sverigetopplistan)          | 2                 |
| Švýcarsko (Schweizer Hitparade)      | 1                 |
| USA (Billboard 200)                  | 1                 |

## Historie vydání
| Region   | Datum vydání     | Formát                                                                | Vydavatelství   | Reference |
| -------- | ---------------- | --------------------------------------------------------------------- | --------------- | --------- |
| Různé    | 23. srpna 2024   | Kazeta, CD, digitální stažení, streaming, gramofonová deska           | Island Records  | [ 17 ]    |
| USA      | 23. srpna 2024   | CD (exkluzivně pro Target), gramofonová deska (exkluzivně pro Target) | Island Records  | [ 18 ]    |
| Japonsko | 6. prosince 2024 | CD                                                                    | Universal Japan | [ 19 ]    |